# 조성로
조성로(Joseong-ro) 보성군 조성면 조성삼거리에서 조성면 신윌삼거리 를 잇는 전라남도의 도로이다.

## 주요 경유지
전라남도
- 보성군 (조성면)

## 노선
| 이름       | 접속 노선             | 소재지 | 소재지 | 비고              |
| ---------- | --------------------- | ------ | ------ | ----------------- |
| 조성삼거리 | 국도 제2호선 (녹색로) | 보성군 | 조성면 |                   |
| 사월교     |                       | 보성군 | 조성면 |                   |
| 조성삼거리 |                       | 보성군 | 조성면 |                   |
| 조성사거리 | 봉두로                | 보성군 | 조성면 | 국도 제77호선구간 |
| 신월삼거리 | 국도 제2호선 (녹색로) | 보성군 | 조성면 | 국도 제77호선구간 |

## 주요 시설및 건물
- CU 보성조성점 (조성로 97/조성리 899-4)
- 조성면행정복지센터 (조성로 119/조성리 639)
- 보성조성우체국 (조성로 127/조성리 644-14)